# Cyclomia divisata
Cyclomia divisata là một loài bướm đêm trong họ Geometridae.